# Gießener Schwarze

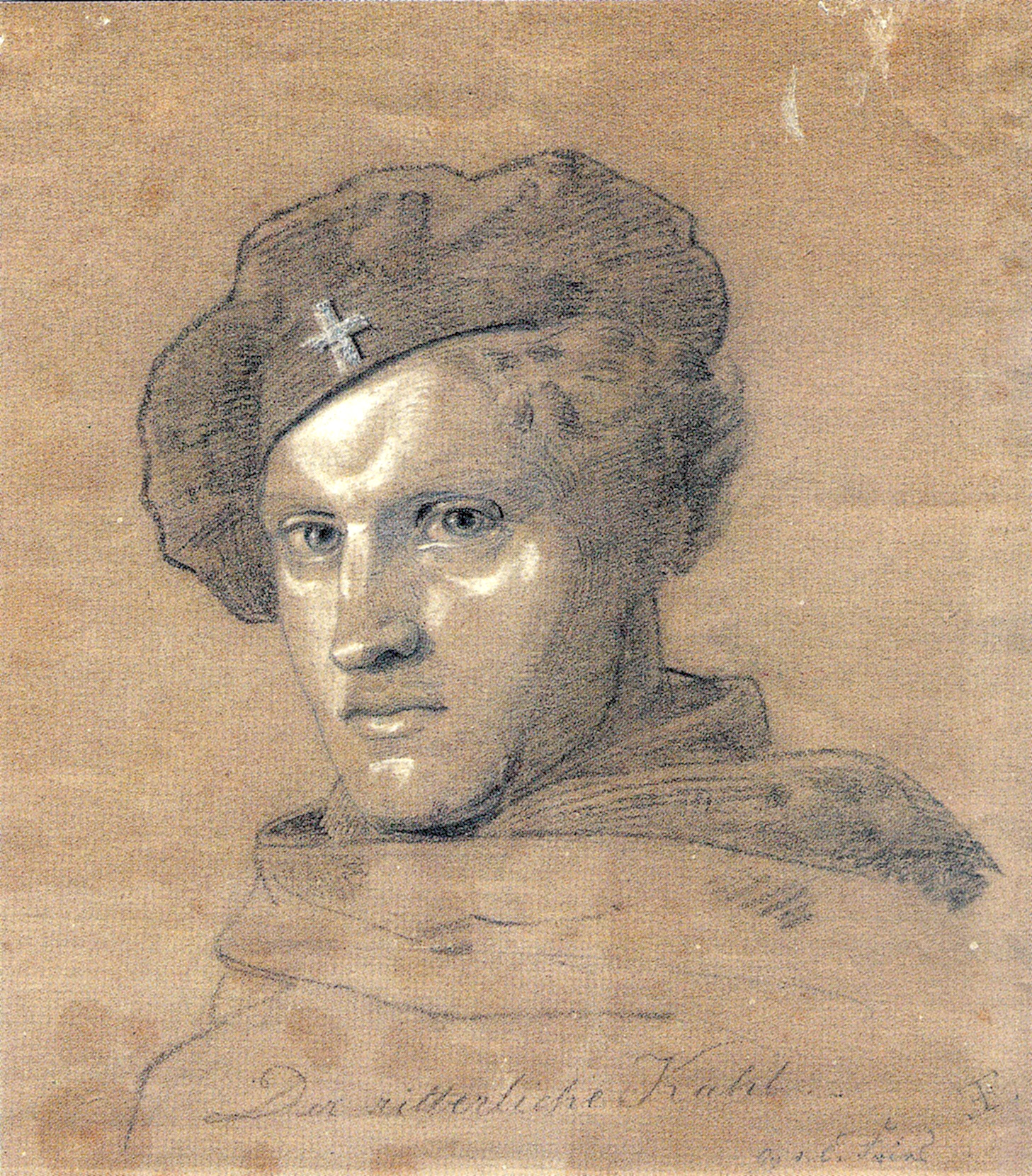
„Der ritterliche Kahl“, um 1819, Jacob Carl Kahl in der Tracht der Gießener Schwarzen

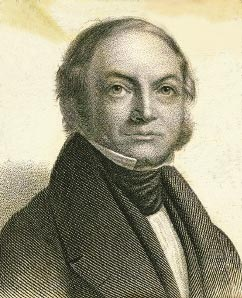
Karl Follen (1796–1840)

Die Gießener Schwarzen (auch Germanenbund) waren eine radikale nationale und republikanische frühburschenschaftliche Bewegung in Gießen zu Beginn des 19. Jahrhunderts. Bekanntestes Mitglied war Karl Follen.
Die Studentenverbindung wurde 1815 von sieben Stiftern aus der Teutschen Lesegesellschaft heraus gegründet und führte die Farben Schwarz-Blau-Rot. Ihre Mitglieder, deren Zahl auf 20 beschränkt wurde, trugen die altdeutsche Tracht. Dies brachte ihnen den Namen Schwarze ein. Nach Gerhard Kurz sollte diese einheitliche Tracht die Gleichheit symbolisieren, die Farbe Schwarz das Geheime, Unheimlich-Bedrohliche und wohl auch an die Talarfarbe der protestantischen Pfarrer erinnern. 
Ihr Wahlspruch war „Treue und Liebe bis in den Tod“ und „Gott, Freiheit, Vaterland“. Als geheimes Bundeszeichen bestand das Akronym M H B G („Im Herzen Muth, Trotz unterm Huth, am Schwerte Bluth, macht alles Gut“).
Die Verbindung nannte sich aufgrund von Streitigkeiten mit dem Gießener Senioren-Convent zum Anfang des Wintersemesters 1815/16 um in Deutscher Bildungs- und Freundschaftsverein, legte die Verbindungsform dann 1816 ab und ging schließlich mit der Demagogenverfolgung unter. Einige Mitglieder kamen in der Christlich-teutschen Burschenschaft (Ehrenspiegelburschenschaft) wieder zusammen.
In Darmstadt bildete sich ebenfalls ein Kreis von „Schwarzen“, die an der hessischen Verfassung arbeiteten.

## Bekannte Mitglieder
- Reinhard Eigenbrodt (1799–1866), Jurist und Politiker, Innenminister in der Märzregierung des Großherzogtums Hessen
- August Emmerling (1797–1867), großherzoglich-hessischer Beamter und Politiker, Richter und Abgeordneter im Großherzogtum Hessen, Mitglied der Frankfurter Nationalversammlung und des Erfurt Unionsparlaments
- August Adolf Follen (1794–1855), Schriftsteller und Verleger
- Karl Follen (1796–1840), Schriftsteller
- Friedrich Ludwig Klipstein (1799–1862), hessischer Richter und Landtagsabgeordneter, Präsidenten der 2. Kammer der Landstände des Großherzogtums Hessen
- Friedrich Münch (1799–1881), deutsch-US-amerikanischer Pastor, Winzer, Politiker und Schriftsteller, Mitglied des Senats von Missouri
- Joseph Heinrich Franz Freiherr von Münch-Bellinghausen (1801–1861), hessischer Richter und Abgeordneter der 1. Kammer der Landstände des Großherzogtums Hessen
- Christian Sartorius (1796–1872), Schriftsteller und Zuckerfabrikant
- Friedrich Eduard Schulz (1799–1829), Philosoph und Orientalist
- Friedrich Wilhelm Schulz (1797–1860), Offizier und Publizist, Mitglied der Frankfurter Nationalversammlung, Teilnehmer am Hambacher Fest
- Friedrich Karl Simon (1798–1881), hessischer Landtagsabgeordneter
- Georg Thudichum (1794–1873), Philologe und Theologe, Direktor des Gymnasiums in Büdingen, Mitglied der Zweiten Kammer der Landstände des Großherzogtums Hessen
- Ludwig Thudichum (1798–1863), hessischer Landtagsabgeordneter

Mitgliederverzeichnis:
- Paul Wentzcke: Burschenschafterlisten. Zweiter Band: Hans Schneider und Georg Lehnert: Gießen – Die Gießener Burschenschaft 1814 bis 1936. Görlitz 1942, B. Germania oder Germanenbund.